# ディミトリス・ペルカス
ディミトリス・ペルカス（ギリシア語: Δημήτρης Πέλκας、1993年10月26日 - ）は、ギリシャのサッカー選手。ギリシャ代表。ポジションはMFまたはFW。

## クラブ歴
PAOKテッサロニキの下部組織出身。2012年8月2日に行われたUEFAヨーロッパリーグ 2012-13 予選のブネイ・イェフダ・テルアビブFC戦第1試合でアポストロス・ギアンヌに代えて投入されてプロデビュー。第2試合ではプロ初得点をあげた。ギリシャ・スーパーリーグ初出場は9月3日であった。
2013年8月22日には1年の契約で2部のアポロン1926に期限付き移籍。14得点10アシストを記録した。
2014年7月7日に1年の契約でプリメイラ・リーガのヴィトーリア・セトゥーバルに期限付き移籍。ヴィトーリア・セトゥーバルの監督であるドミンゴス・パシエンシアはMetrosport紙の取材に対して「PAOKの会長であるジシス・ヴリーザスと話して、ペルカスには質も才能もあるが、それを発揮するための時間が必要だと言われた。ヴィトーリア・セトゥーバルでは彼は出場機会を得て、魅せてくれるだろう。プリメイラ・リーガでは彼は力のある選手であるし、それを見せつけなければいけない。」と述べた。そして出場機会にも恵まれ、ヴィトーリア・セトゥーバルが35万ユーロで買い取った後にスポルティングCPに100万ユーロで転売する話も出ていたが、PAOK側が拒否した。
2015年7月27日にPAOKとの契約を2018年まで更新した。その後もスポルティングCPは150万ユーロで、後に500万ユーロでオファーを出した他、それ以外のクラブも獲得に動くなど注目された。
2017年9月29日に2021年まで契約を更新した。翌日の試合でPAOKでの公式戦出場100試合となった。
2019-20シーズンになる頃にはチームで一番の経験者となり、新監督のアベル・フェレイラの下でもレギュラーの座を掴んだ。本人の一番得意なポジションは攻撃的ミッドフィールダーであるが、アベル・フェレイラ監督の下ではチュバ・アクポムやカロル・シフィデルスキの後ろでセカンドストライカーを務める事も増えた。2020年3月4日のキペロ・エラーダスでは得点を決め、この試合でのパフォーマンスはFIFA 20でマン・オブ・ザ・マッチとして表彰され、FIFAアルティメットカードパックの一員に加入、ゲーム内での能力も向上、記念カードも作られた。2019-20シーズンにギリシャ・スーパーリーグ所属選手で記念カードが作られたのはマテュー・ヴァルブエナ、ユセフ・エル＝アラビ(2回)、マルコ・リヴァヤ、ペトロス・マンタロス、パプ・アブ・シセに次いで6人目となった。
2020年10月5日に3+1年契約でフェネルバフチェSKに移籍、移籍金は160万ユーロ前後がPAOKに支払われた。フェネルバフチェでの年俸は120万ユーロ、PAOKは次の移籍金の20%も得る契約での加入となった。同月18日に移籍後初出場初得点を記録した。

## 代表歴
2015年10月2日にコスタス・ツァナス監督がUEFA EURO 2016予選の北アイルランド代表およびハンガリー代表戦に臨むメンバーとして彼を招集した。これについて彼自身は「自分の国を代表する事は全選手の夢、そしてその機会が巡ってきて嬉しいし光栄だ。」と述べた。。同月7日の北アイルランド代表戦で途中出場し代表初出場となった。